# Flughafen Tottori

i7
i11
i13
Der Flughafen Tottori (japanisch 鳥取空港 Tottori Kūkō, IATA-Code: TTJ, ICAO-Code: RJOR) ist ein kleiner Verkehrsflughafen der Stadt Tottori in Japan. Der Flughafen Tottori gilt nach der japanischen Gesetzgebung als Flughafen 3. Klasse.
Es werden nur Ziele innerhalb Japan angeflogen. Der Flughafen liegt auf dem Stadtgebiet von Tottori direkt an der Küste nordwestlich vom Stadtzentrum.

## Geschichte
Der Flughafen wurde 1967 eröffnet. Bereits 5 Jahre später gab es eine Erweiterung der Landebahn von 1.200 Meter auf 1.500 Meter. 1985 gab es eine weitere Verlängerung auf 1.800 Meter. 1990 erfolgte die letzte Verlängerung auf die jetzigen 2.000 Meter, wozu das Meer etwas aufgeschüttet werden musste.